# Ilija Najdoski
Ilija Najdoski (mazedonisch Илија Најдоски; * 26. März 1964 in Kruševo, Jugoslawien) ist ein ehemaliger jugoslawischer und mazedonischer Fußballspieler.

## Karriere
Er spielte für Roter Stern Belgrad, als dieser 1990/91 Europapokalsieger der Landesmeister wurde. Außerdem spielte er bis zum Zerfall Jugoslawiens für die jugoslawische Nationalmannschaft, nach der Unabhängigkeit Mazedoniens für die Mazedonische Fußballnationalmannschaft.

## Erfolge
Roter Stern Belgrad
- Europapokalsieger der Landesmeister: 1990/91
- Jugoslawischer Meister: 1989/90, 1990/91, 1991/92
- Jugoslawischer Pokalsieger: 1989/90

FC Sion
- Schweizer Meister: 1996/97
- Schweizer Pokalsieger: 1996/97